# Рудинский, Виктор Игнатьевич
Виктор Игнатьевич Рудинский (1837—1874) — русский гражданский инженер.

## Биография
Родился в 1837 году. 
В 1850—1859 годах учился в Строительном училище, окончив которое получил должность помощника начальника искусственного стола в Пермской губернской строительной и дорожной комиссии; в следующем году был назначен начальником искусственного стола, а в 1862 году был переведён на ту же должность в Нижегородскую строительную и дорожную комиссию, после преобразования которой в 1865 году, остался за штатом.
В течение нескольких лет занимался наблюдением за постройками частных лиц. В 1870 году поступил на службу сверхштатным техником Нижегородского губернского правления, в следующем году был назначен архитектором Нижегородского Мариинского института. С 1874 года был Нижегородским младшим инженером.
Скончался от чахотки 9 (21) июля 1874 года в Нижнем Новгороде, где и был похоронен. 